# Alcotán (revista)
Alcotán, subtitulada Aventuras del aire, fue un revista de historietas española, publicada en 1952 por Ediciones Cliper. Con un formato de 26 x 18 cm., alcanzó los 12 números.

## Contenido
Incluyó las siguientes series:
| Números | Título             | Guionista     | Dibujante         | Procedencia |
| ------- | ------------------ | ------------- | ----------------- | ----------- |
| 1-12    | Dan Jensen         | Jesús Blasco  | Jesús Blasco      |             |
|         | Dick Tober         | Ricardo Acedo | Francisco Hidalgo |             |
|         | Bravo Español      |               | Alejandro Blasco  |             |
|         | Wilkens el Cazador |               | Larraz            |             |